# Juan Martos
Pour les articles homonymes, voir Martos (homonymie).
Juan Martos, né le 15 juin 1939, à Sant Adrià de Besòs, en Espagne, est un ancien joueur espagnol de basket-ball.

## Palmarès
- Finaliste des Jeux méditerranéens de 1959
- Coupe du Roi 1964